# Xã Corwin, Quận Ida, Iowa
Xã Corwin (tiếng Anh: Corwin Township) là một xã thuộc quận Ida, tiểu bang Iowa, Hoa Kỳ. Năm 2010, dân số của xã này là 2.389 người.